# كيني كليمنتس
كيني كليمنتس (بالإنجليزية: Kenny Clements)‏ (9 أبريل 1955 في المملكة المتحدة - ) هو مدرب كرة قدم ولاعب كرة قدم بريطاني في مركز الدفاع. لعب مع أولدهام أثلتيك وشروزبري تاون ومانشستر سيتي ونادي بوري ونادي يميريك.

## وصلات خارجية
- كيني كليمنتس على موقع قاعدة بيانات كرة القدم.إي يو (الإنجليزية)